# 羅伯特·路易斯·史蒂文森
罗伯特·路易斯·巴尔福·史蒂文森（1850年11月13日—1894年12月3日），英国蘇格蘭小說家、詩人與旅遊作家，也是英國文學新浪漫主義的代表之一。包括歐內斯特·海明威、約瑟夫·魯德亞德·吉卜林、豪爾赫·路易斯·博爾赫斯、弗拉基米爾·納博可夫在內的許多作家都對史蒂文森評價頗高，而不少現代主義作家卻對他並不認同，因為史蒂文森是大眾化的，而且他的作品並不符合他們所定義的文學。直到最近，評論家開始審視史蒂文森而且將他的作品放入西方經典中。史蒂文森常常到處旅行，部分原因是尋找適合他治療結核病的氣候。

## 早年
1850年11月13日，罗伯特·路易斯·巴尔福·史蒂文森（Robert Lewis Balfour Stevenson）生于蘇格蘭首都愛丁堡。父親湯瑪斯·史蒂文森（Thomas Stevenson）、祖父羅伯特·史蒂文森（Robert Stevenson）和曾祖父一樣，都是著名的燈塔設計師與工程師。他從先輩那裡，遺傳到了熱愛冒險、喜愛海洋的性格。史蒂文森的母親的是吉爾伯特·艾略特-默里-基寧蒙德，第一代明托伯爵的後裔，且與美國獨立戰爭時期的將領阿瑟·聖克萊爾（Arthur St. Clair）有血緣關係。史蒂文森的外祖父路易斯·巴爾福（Lewis Balfour）則是一個道德學的教授與牧師，所以史蒂文森在少年時期經常在家中度過假日時光。史蒂文森曾經說過「現在我還經常會感到納悶，我從外祖父那裡遺傳到了什麼？我必須假設，事實上他喜歡講道，而我也是。雖然我不曾聽過它被保存下來，而且我們也不想要去聽到它。」史蒂文森則從母親瑪格麗特·巴爾福（Margaret Balfour）遺傳到了虛弱的肺部（也許是肺結核），所以史蒂文森在冬天時經常待在床上，而他的護士則花很長的時間在床邊閱讀聖經與古老基督教誓約派的一生給年幼的史蒂文森聽。而在夏天，史蒂文森則被鼓勵到戶外遊戲，在這時候他又變成了好動而無憂無慮的孩子。在11歲的時候，史蒂文森的身體已經好轉了，所以父母送他到愛丁堡學校就讀，準備將來進入愛丁堡大學，他們計畫讓史蒂文森成為燈塔工程師。在這段時期，史蒂文森廣泛的閱讀文學書籍，他特別喜歡莎士比亞、沃爾特·司各特、約翰·本仁與《一千零一夜》。
史蒂文森在17歲時進入愛丁堡大學就讀，但是史蒂文森很快的就發現他對於科學或物理並沒有天份，無法成為工程師。而在他與父親經歷一次旅行之後，史蒂文森發現比起建造燈塔，他對這些關於他們所遊歷的島嶼及海岸的奇妙傳奇故事更為着迷。雖然史蒂文森的父親湯瑪斯是嚴厲的，不過最後他還是支持史蒂文森繼續文學生涯，雖然一開始湯瑪斯認為史蒂文森最好先完成法律學位，為了以後可以去依靠它來生活。史蒂文森遵循着成為律師的步驟，於25歲時通過進入律師界的考試，雖然史蒂文森並直到他的身體狀況因為工作與憂慮而衰弱為止都沒有開業。

## 結婚與旅行

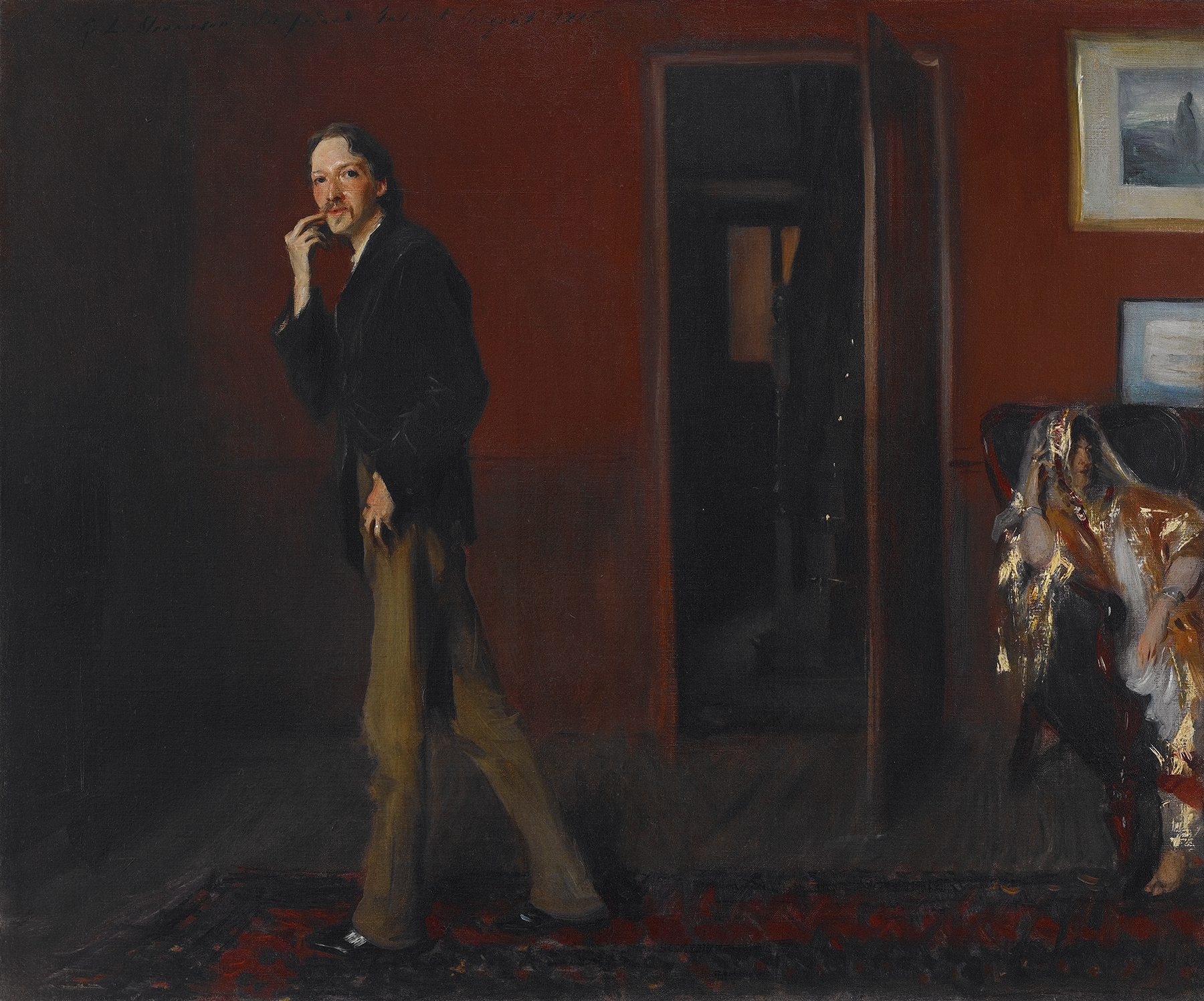
在一幅1885年約翰·辛格·薩金特（John Singer Sargent）的畫中，描繪出史蒂文森在餐廳裡踱步的模樣

史蒂文森接下來的4年時光都花費在尋找一個對他身體有益的氣候與旅行方面，史蒂文森前往楓丹白露、巴比松（Barbizon）、格雷茲（Grez）與內穆爾（Nemours）進行了長且頻繁的旅行，而且他也成為了這些聚集在此的藝術家其中的一份子。史蒂文森也經常前往巴黎，拜訪當地的畫廊與劇院。在這段期間，史蒂文森結交了許多新朋友，並且遇見了未來的妻子－芬妮·范德格里夫特·奧斯朋(Fanny Vandegrift Osbourne)。這些新朋友包括了他的傳記作者與經紀人西德尼·柯文（Sidney Colvin）與具有作家與評論家身分的萊斯里·史帝芬（Leslie Stephen）。史蒂文森後來將這段旅程描寫在《內河航程》（An Inland Voyage）與《騎驢漫游記》（Travels with a Donkey in the Cévennes）中。史蒂文森也寫了20篇以上的文章與評論，並且發表在許多雜誌上。雖然對於史蒂文森的父母來說，他只是在浪費時間而且是一事無成的。不過事實上，史蒂文森不斷的精進寫作風格與擴展他對人生的認識。
史蒂文森與芬妮·范德格里夫特·奧斯朋於1876年在巴黎相遇，史蒂文森第一眼就愛上她了。在幾個月後，芬妮返回了位於美國加利福尼亞州舊金山的家。而當史蒂文森得知芬妮生病的消息後，他決定前往加利福尼亞州。因為了解史蒂文森父親的脾氣，所以朋友勸告他取消這趟旅程，但是史蒂文森仍然在沒有告知雙親的情況下啟航前往美洲。後來史蒂文森前往德文郡，一部分是為了節省金錢，另一部份則為了學習其他人是如何旅行的，而且增加旅行的經歷。史蒂文森從紐約搭乘火車橫越大陸來到加利福尼亞州，後來他把這段經驗寫在《The Amateur Emigrant》與《橫渡平原》（Across the Plains）中。雖然這對史蒂文森的文學是一個良好的歷練，但是同時也損害了他的健康。當他抵達蒙特里（Monterey）時病情已經相當嚴重了，在當地一些人士的照顧之下，史蒂文森才逐漸恢復健康。
在1879年12月的時候，史蒂文森發現他的身體狀況已經回復到可以繼續前往舊金山的地步。史蒂文森在這裡奮鬥了幾個月之久，「靠着大量的勞動與沉重的思考，一天只賺得了45分，有時候更少」，在這期間他努力寫作來支撐下去。但是在冬季結束前，史蒂文森的身體狀況又再度衰弱下去，而且史蒂文森發現他的病情是非常嚴重的。這時芬妮已經恢復健康了，所以她前往照顧史蒂文森，直到他恢復健康為止。當史蒂文森的父親知道他身體的狀況後，資助了史蒂文森金錢度過這段時期。
史蒂文森與芬妮在1880年5月結婚，然後他與新妻子及繼子從舊金山北部前往納帕郡，花費一整個夏天在聖海倫山的廢棄礦場度蜜月。後來史蒂文森出版了《銀礦小徑破落戶》（The Silverado Squatters）來描述這段經歷。之後史蒂文森想要進行南太平洋之旅，因為被他在《Overland》月刊的共同編輯人查爾斯（Charles Warren Stoddard，也是《South Sea Idylls》的作者）所激勵。史蒂文森與他的家人在1880年8月從紐約回到了英國，發現他的雙親與朋友西德尼在利物浦的碼頭來迎接他，對史蒂文森的歸來感到高興。後來芬妮漸漸的靠着她的風趣與魅力來撫平史蒂文森與他的父親之間的裂縫，而且讓自己融入了新的家庭中。

## 太平洋之旅

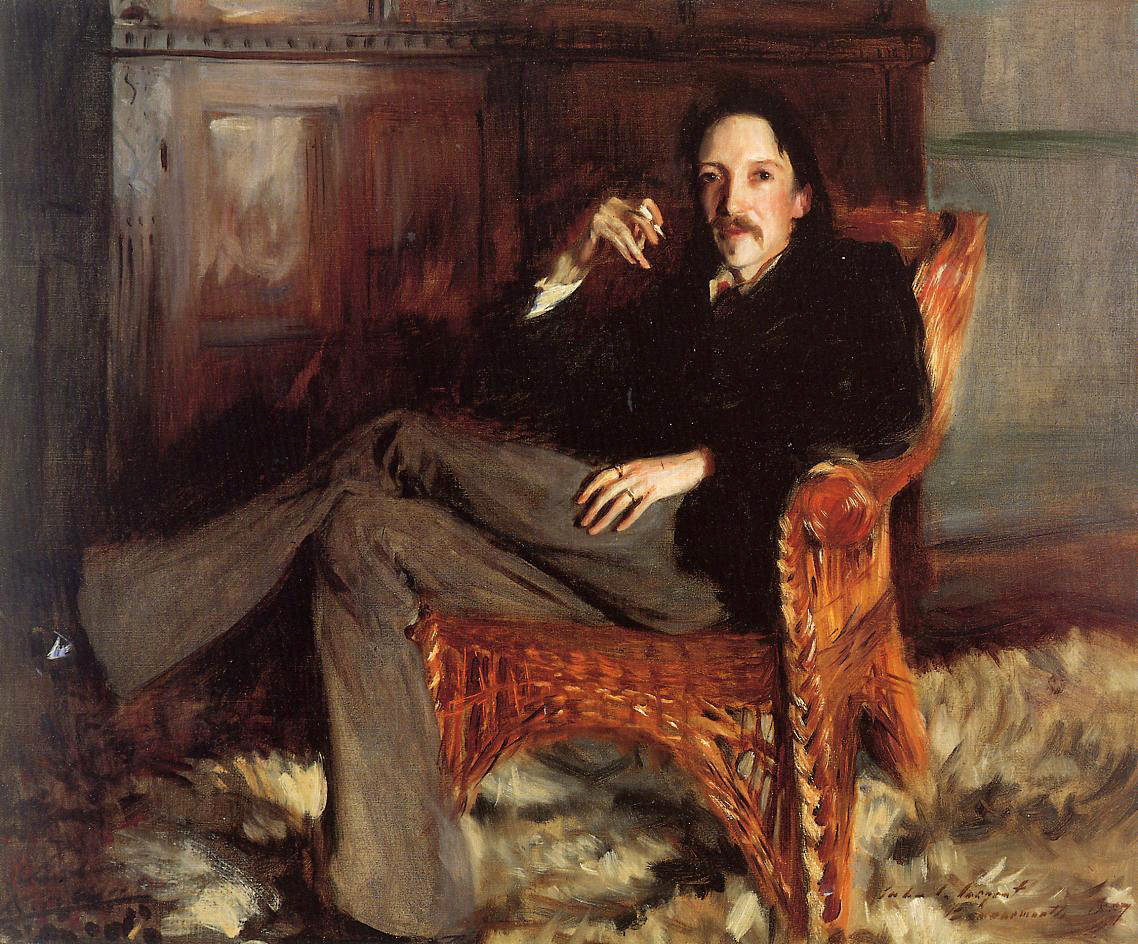
約翰·辛格·薩金特（John Singer Sargent）所繪的史蒂文森（繪於1887年）

從1880年到1887年間，史蒂文森一直尋找適合他健康的住所，但是仍然是徒勞無功的。史蒂文森於夏季時在蘇格蘭與英格蘭的許多地方來尋找理想的住所，其中包括了西邦爾（Westbourne）；而在冬季時則避居到了法國，住在達沃斯（Davos-Platz）與海耶爾（Hyeres）。在這段時間，史蒂文森生活是相當愉快的。他寫道:「我有這麼多東西來讓生活更加甜蜜，不過我沒有健康，這似乎是很可惜的。但是你將會很生氣的聽到我這麼說，至少我相信這已經是再好不過了。我相信那些悲慘的日子已經過去了，而且我現在不會因為宣布這件事而感到羞愧。」即使手帕上沾着血且扶手擺放着藥瓶，樂觀的精神仍然讓史蒂文森繼續前進，於是他創作出了一生中最著名的作品：《金銀島》、第一部受歡迎的作品：《綁架》與受到廣泛讚賞的《化身博士》，其中還包括了兩部詩作：《兒童詩園》與《Underwoods》。
在史蒂文森的父親於1887年去世之後，史蒂文森感覺到現在他可以遵循醫生的建議，嘗試一個完全不同的氣候。他開始與母親及家人前往科羅拉多州，不過在抵達紐約之後，他們決定留在位於阿第倫達克山脈（Adirondack Mountains）的薩拉納克湖（Saranac Lake）來度過冬季。在這個酷寒的冬天裡，史蒂文森寫下許多最好的作品，包括《Pulvis et Umbra》與《巴倫特雷的少爺》（The Master of Ballantrae），他計畫在接下來的夏季前往南太平洋旅行。
史蒂文森在1888年6月租賃Casco號快艇，然後與家人從舊金山出發。這艘船「在雪中開拓出一條道路來橫越遠離任何幫助的深沉空虛」，海洋的空氣與冒險的刺激使得史蒂文森恢復健康，在接近3年的時間中，他遊蕩在東太平洋與中太平洋，拜訪一連串的島群，然後在夏威夷群島作額外的停留而且與卡拉卡瓦國王成為好友。史蒂文森甚至與國王的姪女維多利亞·卡奧拉尼（Victoria Kaiulani）也成為好友，她也是蘇格蘭人的後裔。除了夏威夷群島以外，史蒂文森也拜訪了吉尔伯特群島、大溪地與薩摩亞群島（Samoan Islands）。在這段時期，史蒂文森完成了以島嶼傳說為基礎的《巴倫特雷的少爺》與《瓶中精靈》（The Bottle Imp）。這些經歷散布在史蒂文森許多書信與《The South Seas》中。

## 晚年

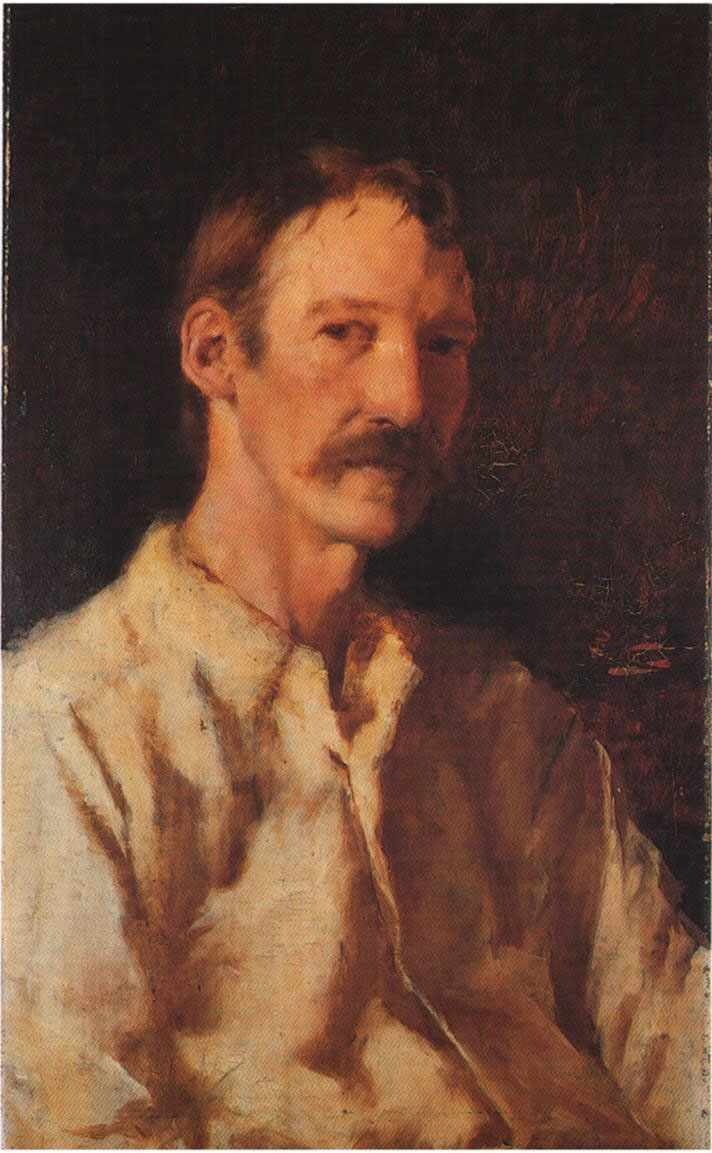
Girolamo Nerli所繪的史蒂文森（1892年）

史蒂文森在1890年於薩摩亞群島的烏波盧島（Upolu）購買了400英畝（大約1.6平方公里）的土地。在2次返回蘇格蘭的計畫失敗之後，史蒂文森經過了許多努力，在這裡建立了自己的棲身之所，而且將它命名為維利馬（Vailima）。
史蒂文森後來出版了《A Footnote to History》，這是描述對兩位官員被罷免激烈抗議。
除了建立房子、整理自己的土地與幫助當地居民之外，史蒂文森感覺到應該繼續寫作。他在這段時期創作了《The Beach of Falesa》、《David Balfour》與《Ebb Tide》，還有《Vailima Letters》。
在1894年間，因為史蒂文森想知道是否他已經耗盡了創造才能所以感到意志消沈，而且感到筋疲力盡。他甚至對於再次變成無助的病人感到恐懼。而後史蒂文森用盡最後氣力，開始創作《赫米斯頓的韋爾》（Weir of Hermiston），根據記錄他曾經叫喊着「它是如此出色，甚至令我感到害怕」。他感覺到這是一生中最好的作品。
1894年12月3日早上，史蒂文森一如以往努力從事《赫米斯頓的魏爾》的寫作。但是在晚上，當史蒂文森一面與妻子談話而一面打開一瓶葡萄酒時，他突然倒了下來。史蒂文森在幾個鐘頭後去世，終年44歲，死因可能是中風。夜晚時當地的居民堅持在他的身旁來守衛，並且用他們的肩膀將他們的「圖西塔拉」（薩摩亞語：Tusitala，意為故事作家）運送上瓦埃阿山（Mt. Vaea），埋葬在一處可以眺望海洋的地方。

## 現代的反響

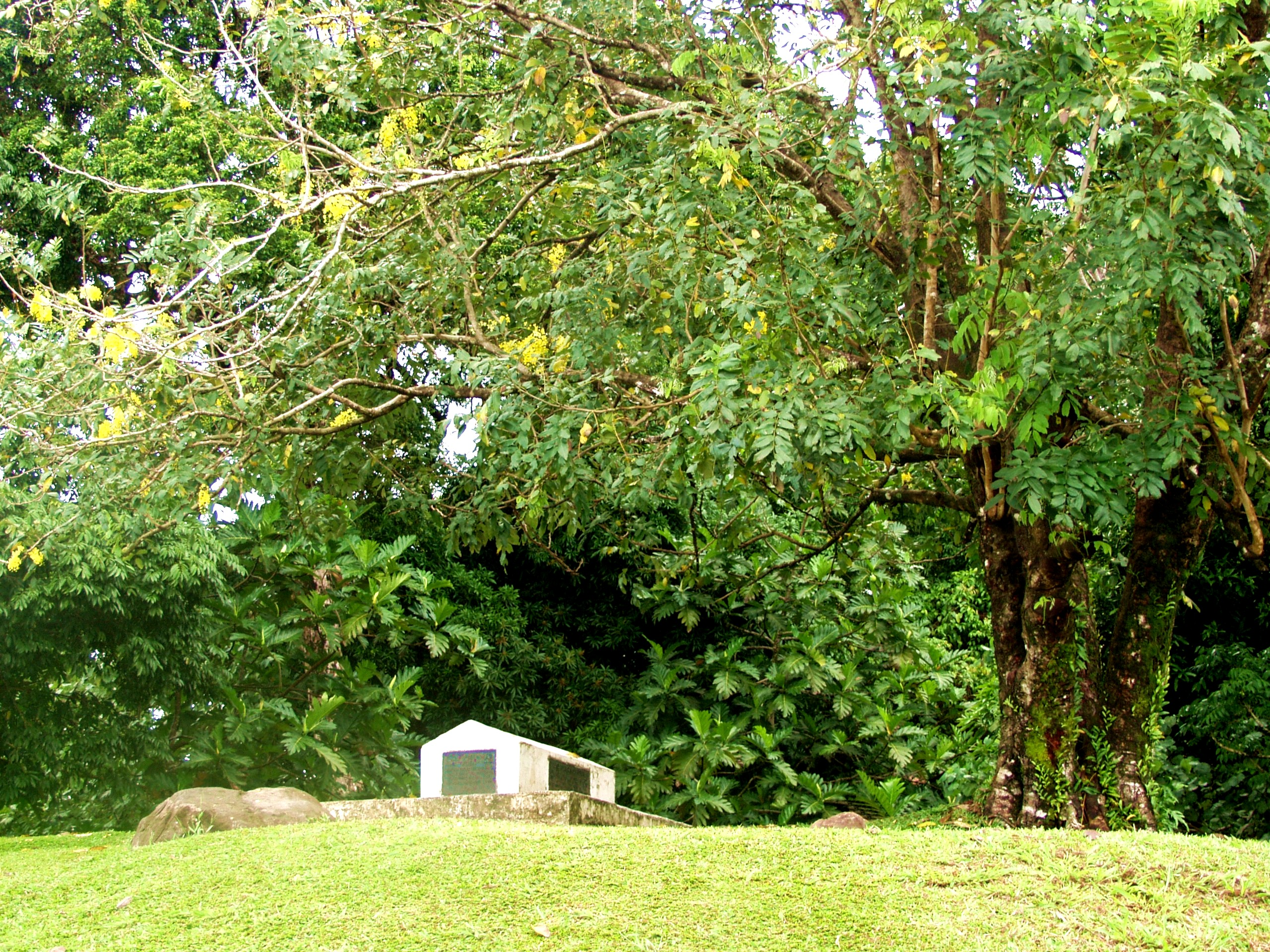
史蒂文森的墳墓

史蒂文森在世時是一位名人，但隨着現代文學在第一次世界大戰崛起後，他的作品被歸類為兒童文學與恐怖小說的類型。史蒂文森遭到一些像維吉尼亞·伍爾芙與倫納德·伍爾夫（Leonard Woolf）的批評，而他也逐漸被排除在學校教授的文學經典之外。這種情況在1973年達到巔峰，當年厚達2000頁的《牛津英文文學選集》完全忽略了史蒂文森。而《諾頓英國文學選集》從1968年到2000年為止也沒有提到史蒂文森，只有2006年的第8版才包括他在內。
在20世紀晚期，史蒂文森開始被重新評價成一位擁有過人洞察力的藝術家、文學理論家、隨筆作家與社會評論家，也被認為是南太平洋殖民歷史的見證人與人類學家。隨着新的學術研究，他現在被認為與約瑟夫·康拉德及亨利·詹姆斯地位相同。無論學術反應是如何，史蒂文森仍然是非常受歡迎的。統計個別作家所有著作被翻譯次數的《翻譯索引》(Index Translationum)的資料顯示，史蒂文森排名第26位，位於查爾斯·狄更斯（25位）之後、奧斯卡·王爾德（28位）與愛倫·坡（44位）之前。

## 作品
詳細的名單請參閱 bibliography （页面存档备份，存于）

### 小說
- 1883年：《金銀島》（Treasure Island）史蒂文森最著名的作品之一，是一部有關海盜與藏寶的冒險小說，經常被改編成電影，原本的名稱是《The Sea-Cook》。
- 1883年：《黑箭》（The Black Arrow：A Tale of the Two Roses） 是一部歷史冒險小說，故事發生在英國的玫瑰戰爭期間。
- 1885年：《鄂圖王子》（Prince Otto）史蒂文森第二部敘事詩。
- 1886年：《化身博士》（Strange Case of Dr Jekyll and Mr Hyde）一部關於多重人格的中篇小說。
- 1886年：《綁架》（Kidnapped）關於綁架事件的一部歷史小說
- 1889年：《巴倫特雷的少爺》（The Master of Ballantrae）一部關於復仇的故事。
- 1889年：《入錯棺材死錯人》（The Wrong Box）與奧茲·奧斯朋（Lloyd Osbourne）共同完成的小說，曾在1966年改編成電影。
- 1892年：《The Wrecker》與奧茲·奧斯朋（Lloyd Osbourne）共同完成的小說。
- 1893年：《卡特麗娜》（Catriona）《綁架》的續集。
- 1894年：《The Ebb Tide》與奧茲·奧斯朋（Lloyd Osbourne）共同完成的小說。
- 1896年：《赫米斯頓的韋爾》（Weir of Hermiston）在史蒂文森去世時尚未完成。
- 1897年：《St. Ives: being the Adventures of a French Prisoner in England》在史蒂文森去世時尚未完成，後來由作家亞瑟·奎勒枯赤（Arthur Quiller-Couch）加以完成。

### 短篇故事集
- 1882年：《新天方夜譚》（New Arabian Nights）
- 1885年：《More New Arabian Nights:The Dynamiter》與妻子芬妮·范德格里夫特·奧斯朋的共同創作。
- 1887年：《快樂的男人們及其它故事》（The Merry Men and Other Tales and Fables）
- 1893年：《海島之夜娛樂記》（Island Nights' Entertainments，也稱為South Sea Tales)

### 其他作品
- 1881年：《維琴伯斯·普魯斯克集》（Virginibus Puerisque, and Other Papers）
- 1882年：《Familiar Studies of Men and Books》
- 1887年：《回憶與肖像》（Memories and Portraits）
- 1890年：《Father Damien: an Open Letter to the Rev. Dr. Hyde of Honolulu》
- 1895年：《Vailima Letters》
- 1895年：《The New Lighthouse on the Dhu Heartach Rock, Argyllshire》由R.G.Swearingen根據1872年的一份原稿所編纂的。

### 詩
- 1885年：《兒童詩園》（A Child's Garden of Verses）史蒂文森為兒童創作的詩集，不過也受到一些成年人的喜愛。
- 1887年：《Underwoods》史蒂文森在英格蘭與蘇格蘭所創作的詩集。
- 1896年：《Songs of Travel and Other Verses》
- 1891年：《Ballads》

### 旅行文學
- 1878年：《內陸航行》（An Inland Voyage） 描寫史蒂文森與朋友從安特衛譜前往蓬圖瓦茲的過程。
- 1879年：《驢背旅程》（Travels with a Donkey in the Cévennes）敘述史蒂文森在塞文山脈單獨徒步旅行的故事，是最早將徒步旅行與露營當成休閒活動的書籍之一。
- 1883年：《銀礦小徑破落戶》（The Silverado Squatters）描述史蒂文森與新婚妻子及兒子在納帕郡的廢棄礦場度蜜月的旅行。
- 1892年：《橫渡平原》（Across the Plains）創作於1879年–1880年間，紀錄史蒂文森的第二段旅程，當時他搭乘火車從紐約前往加利福尼亞州，書中也包括其他旅行的文章。
- 1895年：《The Amateur Emigrant》創作於1879年–1880年間，描述史蒂文森的第一段旅程，當時他從歐洲前往紐約。

### 島嶼文學
雖然知名度不高，不過他的小說與非小說具有高度價值，而且收集了19世紀許多太平洋地區的文學作品。

#### 非小說
- 《In the South Seas》：史蒂文森在太平洋旅行時所寫的文章的合集。
- 1892年：《A Footnote to History, Eight Years of Trouble in Samoa》[7]

## 其他
史蒂文森也用低地蘇格蘭語寫了詩及散文，參見ScotsteXt （页面存档备份，存于）

## 音樂作品
史蒂文森也是一個業餘的作曲家，他為了娛樂在1880年代創作許多沙龍音樂的作品。史蒂文森也會吹奏豎笛，他曾經學過和聲與簡單的對位法，而且也知道基本的演奏樂器技巧，例如變調。

## 附註
1. ↑  R.H.W. Dillard, Introduction to Treasure Island, by Signet Classics, 1998. ISBN 0-451-52704-6. See Page XIII （页面存档备份，存于）
2. ↑  Unless otherwise noted, the biography of Stevenson in this article, from birth to death, was adapted from James Cloyd Bowman (1918) (參見參考資料)
3. ↑  When Stevenson was around 18 years old he changed the spelling of 'Lewis' to 'Louis'.
4. ↑  The Amateur Emigrant
5. ↑  Stephen Arata (2006). "Robert Louis Stevenson". David Scott Kastan (ed.). The Oxford Encyclopedia of British Literature. Vol. 5: 99-102
6. ↑  .   [2013-05-27]. （原始内容存档于2015-02-25）.
7. ↑  Project Gutenberg online text of A Footnote to History, Eight Years of Trouble in Samoa

## 延伸閱讀
Claire Harman, Robert Louis Stevenson: A Biography, HarperCollins, ISBN 0-00-711321-8 [reviewed by Matthew Sturgis in Times Literary Supplement, 2005年3月11日, page 8]

## 外部連結
- 作品
  - （英文）羅伯·路易斯·史蒂文森的作品 （页面存档备份，存于） - 線上電子書（The Online Books Page）
  - （英文）羅伯·路易斯·史蒂文森的作品  - 古騰堡計劃
  - （英文）羅伯·路易斯·史蒂文森的文章與簡介 （页面存档备份，存于）
  - （英文）羅伯·路易斯·史蒂文森的151首詩作 （页面存档备份，存于） - 保存在詩作資料庫
  - （英文）"Henry David Thoreau: His Character and Opinions" - 作者為羅伯·路易斯·史蒂文森
  - （英文）Fables - 作者為羅伯·路易斯·史蒂文森 at The University of Wisconsin Digital Collections Center （页面存档备份，存于）
  - （英文）羅伯·路易斯·史蒂文森的作品 in PDF at Ria Press.
  - （英文）互联网档案馆中羅伯特·路易斯·史蒂文森的作品或与之相关的作品 
  - （英文） 來自羅伯特·路易斯·史蒂文森的LibriVox公共領域有聲讀物
- 傳記與評論
  - （英文）超過200本羅伯·路易斯·史蒂文森傳記的目錄 （页面存档备份，存于）
  - （英文）Robert Louis Stevenson: a record, an estimate, and a memorial （页面存档备份，存于） - 作者為Alexander H. Japp
  - （英文）羅伯·路易斯·史蒂文森 （页面存档备份，存于） - 由Walter Raleigh所寫的傳記
  - （英文）羅伯·路易斯·史蒂文森的傳記 （页面存档备份，存于） (1895) - 由認識史蒂文森的艾得蒙·戈斯（Edmund Gosse）所作
  - （英文）羅伯·路易斯·史蒂文森的傳記 （页面存档备份，存于） (1911) - 由艾得蒙·戈斯所作（從大英百科全書第11版而來）
  - （英文）羅伯·路易斯·史蒂文森 （页面存档备份，存于） - 從《Dictionary of Literary Biography》（1987）擷取來的傳記
  - （英文）有關羅伯·路易斯·史蒂文森作為作曲家的介紹
- 其他
  - （英文）羅伯·路易斯·史蒂文森的網站 （页面存档备份，存于）
  - （英文）貝爾礁燈塔（Bell Rock Lighthouse）與羅伯·路易斯·史蒂文森：一個古老燈塔與家族的歷史 （页面存档备份，存于）
  - （英文）（法文）（德文）（意大利文）有關羅伯·路易斯·史蒂文森GR70小徑的介紹
  - （英文）加利福尼亞州的Silverado博物館（專門介紹羅伯·路易斯·史蒂文森） （页面存档备份，存于）
  - （英文）巴爾福家族的族譜 （页面存档备份，存于）
  - （英文）（法文）有關羅伯·路易斯·史蒂文森在法國旅行的介紹
  - （英文）愛丁堡大學法學院官方網站 （页面存档备份，存于）
  - （英文）羅伯特·路易斯·史蒂文森在互联网电影资料库（IMDb）上的資料（英文）